# 星寶彰化風力發電站
星寶彰化風力發電站位於臺灣彰化縣芳苑鄉新寶海堤，為台灣汽電共生公司子公司星能股份有限公司轉投資星寶電力股份有限公司所有的陸域風力發電站，也是台汽電集團首座自行開發、營運的風力發電站。

## 沿革

### 背景
台灣汽電共生公司百分之百持股的星能股份有限公司以承攬台電、台泥等公司的太陽光電、風力發電工程為主，而漢寶風場則位於彰化縣芳苑鄉，該地區自政府大力推動再生能源發展政策以來，已有四家風力發電業者預計進入投資，星能公司也首次以自行設計、興建、運維的規畫投入漢寶風場風力發電開發，並成立星寶電力公司負責完工後的運維業務。

### 施工
星寶彰化風力發電站為星能公司首度自行開發的陸域風力發電站，於2017年12月取得經濟部能源局申設許可，並完成與台電簽訂購售電契約。2018年12月25日星能公司因應承攬台泥彰濱風力發電站工程，與丹麥維斯塔斯公司簽約，採購該公司5部V105-3.6MW系列風力發電機，其中兩部為台泥公司所有，另外三部由星能公司自行開發星寶彰化風力發電站所用，2019年3月22日台汽電代星寶電力公司公告，將以不超過新臺幣4.77億元的價格購得風力發電機組及相關附屬設備，預計於2019年底竣工商轉。
星寶彰化風力發電站遲至2020年3月取得彰化縣政府核發之施工許可，6月開始進場施工。計畫在芳苑鄉新寶海堤設置3部單機裝置容量3.6MW的風力發電機，總裝置容量10.8MW，工程項目包含風機基座的土木工程、風機採購與機組塔柱、機艙、葉片吊裝，輸出線路的地下管道工程，竣工後的後續運轉維護，上述工程均由星能公司自行統包施工。2020年10月三部風力發電機均完成安裝作業開始試運轉。

### 完工
2020年11月6日試運轉完成，11日正式與台電公司電網併聯商轉發電，每年預估發電量達3,100萬度，約可減少1.6萬噸的二氧化碳排放量，星能公司也舉行風力發電祈福儀式，成為漢寶風場四家進駐開發的廠商中，最早完成的陸域風力發電站。
2021年8月9日台達電集團宣布，與星寶風力發電公司簽署綠電購電合約，將收購星寶彰化風力發電站約7.2MW的發電量，每年可供應台達電約1900萬度的綠電。

## 設施

### 發電機組
| 風力發電機類型          | 風力發電類型 | 機組數量 | 裝置容量（MW） | 商轉日期       | 狀態   |
| ----------------------- | ------------ | -------- | -------------- | -------------- | ------ |
| 丹麦維斯塔斯 V105 3.6MW | 陸域風力發電 | 3        | 10.8           | 2020年11月11日 | 商轉中 |